# Hot Issue
Hot Issue – drugi minialbum południowokoreańskiej grupy Big Bang, wydany 22 listopada 2007 roku przez YG Entertainment. Album był promowany przez singel Majimak Insa (Last Farewell), który wygrał kilka nagród, w tym „Piosenka Miesiąca” podczas Cyworld Digital Music Awards. Minialbum sprzedał się w liczbie ok. 100 tysięcy egzemplarzy.

## Lista utworów
| Nr | Tytuł                                                            | Słowa    | Kompozycja                      | Aranżacja      | Czas |
| -- | ---------------------------------------------------------------- | -------- | ------------------------------- | -------------- | ---- |
| 1. | "Intro (Hot Issue)" (feat. CL)                                   | G-Dragon | G-Dragon                        | Brave Brothers | 1:23 |
| 2. | "Babo (Fool)" (kor. 바보(Fool))                                  | G-Dragon | G-Dragon                        | Brave Brothers | 3:46 |
| 3. | "But I Love U" (G-Dragon solo)                                   | G-Dragon | G-Dragon, S Kush                | S Kush         | 4:15 |
| 4. | "I Don't Understand"                                             | G-Dragon | Choi Pil-kang                   | Choi Pil-kang  | 4:06 |
| 5. | "Crazy Dog"                                                      | G-Dragon | G-Dragon, Brave Brothers, Perry | Brave Brothers | 3:40 |
| 6. | "Majimak Insa (Last Farewell)" (kor. 마지막 인사(Last Farewell)) | G-Dragon | G-Dragon, Brave Brothers        | Brave Brothers | 3:52 |